# Руби Тома
Руби Тома, рођена као Руби Дедија 1949. у Науруу, науруанска је политичарка.
Након завршене средње школе у Аустралији, школовала се за медицинску сестру у болници Епворт у Мелбурну. Дипломирала је на Медицинском факултету Универзитета Отаго Крајстчерч и постала бабица у Науруу. 
Улазећи у политику, кандидовала се за опште изборе 1983. у изборној јединици Анетан / Ева округ . Подржала ју је група жена које су јој помогле у предизборној кампањи, тврдећи да би гласачи имали користи од тога да у парламенту имају образовану жену, способну да брани интересе жена и деце. Од стицања независности земље 1968. године, сви чланови парламента су били мушкарци. Наишла је на отпор, укључујући и гласаче које су јој говорили да политику треба препустити мушкарцима. Била је неуспешна. 

## Избор за посланицу
Руби се поново кандидовала на општим изборима 1986. године, и изабрана је, поставши прва жена посланица у историји земље.  У Науруу није било политичких партија, те су сви чланови парламента заседали као независни, чинећи неформалне коалиције. 

### Министарка финансија и активности у скупштини
Придружила се парламентарној већини председника Хамера Де Робурта, и он ју је именовао на место министрке у децембру 1986. године. Руби је вршила то функцију до августа 1989, након чега је Влада изгубила поверење парламента. Руби је задржала своје место у парламенту на општим изборима који су уследили, али га је изгубила на изборима 1992 .  Основала је Удружење народног покрета како би се супротставила ономе што је сматрала расипничком јавном потрошњом владе председника Бернарда Довијега . Пошто је била запослена у јавном сектору, Руби је морала да напусти посао бабице.  Поново је изабрана као посланица на општим изборима 1995 . Од новембра 1996. до децембра 1996. именована је за министра помоћника председника Науруа (заменица Председника) у кабинету Кенана Аденга, а истовремено је била и на функцији министра финансија .  Међутим, изгубила је позиције1997. године. Ово је уједно означило крај њене политичке каријере. 

## Историјски значај улоге
Током своје каријере, била је једина жена посланик. Ниједна друга жена није изабрана у парламент све док Кармане Скоти  није постала посланик дистрикта Јарен на општим изборима 2013. године .  
Крајем 2000-е, именована је да председава комисијом која је имала задатак да надгледа предлоге уставних реформи. Предвиђене реформе на крају нису спроведене, пошто су одбачене на референдуму у фебруару 2010. године . 